# Carabodes nitens
Carabodes nitens är en kvalsterart som beskrevs av Johnston 1847. Carabodes nitens ingår i släktet Carabodes och familjen Carabodidae. Inga underarter finns listade.